# Playing with Fire (2008)
 Playing with Fire  é um filme de suspense lançado em 2008, dirigido pelo estadunidense David DeCoteau.